# Заслуженный метеоролог Российской Федерации
«Заслу́женный метеоро́лог Росси́йской Федера́ции» — почётное звание, входящее в систему государственных наград Российской Федерации.

## Основания для присвоения
Звание «Заслуженный метеоролог Российской Федерации» присваивается высокопрофессиональным специалистам метеорологических и гидрометеорологических наблюдательных постов, станций, обсерваторий, центров, лабораторий, научно-исследовательских институтов и других метеорологических организаций за личные заслуги:
- в метеорологическом и гидрометеорологическом обеспечении различных отраслей экономики;
- в совершенствовании системы мониторинга окружающей среды;
- в разработке и внедрении новых методов и новейших образцов метеорологического исследовательского оборудования;
- в подготовке квалифицированных кадров для метеорологической отрасли.

Почётное звание «Заслуженный метеоролог Российской Федерации» присваивается, как правило, не ранее чем через 20 лет с начала осуществления профессиональной деятельности в области метеорологии (работающим в районах Крайнего Севера, местностях, приравненных к районам Крайнего Севера, Антарктиде, на таёжных, высокогорных и иных труднодоступных метеорологических, гидрометеорологических постах и станциях, на судах научно-исследовательского и экспедиционного флота — не ранее чем через 15 лет) и при наличии у представленного к награде лица отраслевых наград (поощрений) федеральных органов государственной власти или органов государственной власти субъектов Российской Федерации.

## Порядок присвоения
Почётные звания Российской Федерации присваиваются указами Президента Российской Федерации на основании представлений, внесённых ему по результатам рассмотрения ходатайства о награждении и предложения Комиссии при Президенте Российской Федерации по государственным наградам.

## История звания
Почётное звание «Заслуженный метеоролог Российской Федерации» установлено Указом Президента Российской Федерации от 30 декабря 1995 года № 1341 «Об установлении почётных званий Российской Федерации, утверждении положений о почётных званиях и описания нагрудного знака к почётным званиям Российской Федерации». Тем же указом утверждено первоначальное Положение о почётном звании, в котором говорилось:
Почётное звание «Заслуженный метеоролог Российской Федерации» присваивается высокопрофессиональным специалистам метеорологических и гидрометеорологических наблюдательных постов, станций, обсерваторий, центров, лабораторий, научно-исследовательских институтов, других предприятий, учреждений и организаций за заслуги в метеорологическом и гидрометеорологическом обеспечении отраслей экономики, мониторинге окружающей среды и работающим в области метеорологии и гидрометеорологии 15 и более лет, а в районах Крайнего Севера, местностях, приравненных к районам Крайнего Севера, Антарктиде, на таежных, высокогорных и иных труднодоступных метеорологических, гидрометеорологических постах и станциях, на судах научно-исследовательского и экспедиционного флота — не менее 10 лет.
В настоящем виде Положение о почётном звании утверждено Указом Президента Российской Федерации от 7 сентября 2010 года № 1099 «О мерах по совершенствованию государственной наградной системы Российской Федерации».

## Нагрудный знак
Нагрудный знак имеет единую для почётных званий Российской Федерации форму и изготавливается из серебра высотой 40 мм и шириной 30 мм. Он имеет форму овального венка, образуемого лавровой и дубовой ветвями. Перекрещенные внизу концы ветвей перевязаны бантом. На верхней части венка располагается Государственный герб Российской Федерации. На лицевой стороне, в центральной части, на венок наложен картуш с надписью — наименованием почётного звания.
На оборотной стороне имеется булавка для прикрепления нагрудного знака к одежде. Нагрудный знак носится на правой стороне груди.